# Cuisine roussillonnaise
La cuisine roussillonnaise est une cuisine méditerranéenne provenant d'une tradition ancienne. Elle partage les ingrédients des autres pays du bassin méditerranéen, comme les féculents, les légumes frais, les fruits, l'huile d'olive et les poissons de mer.

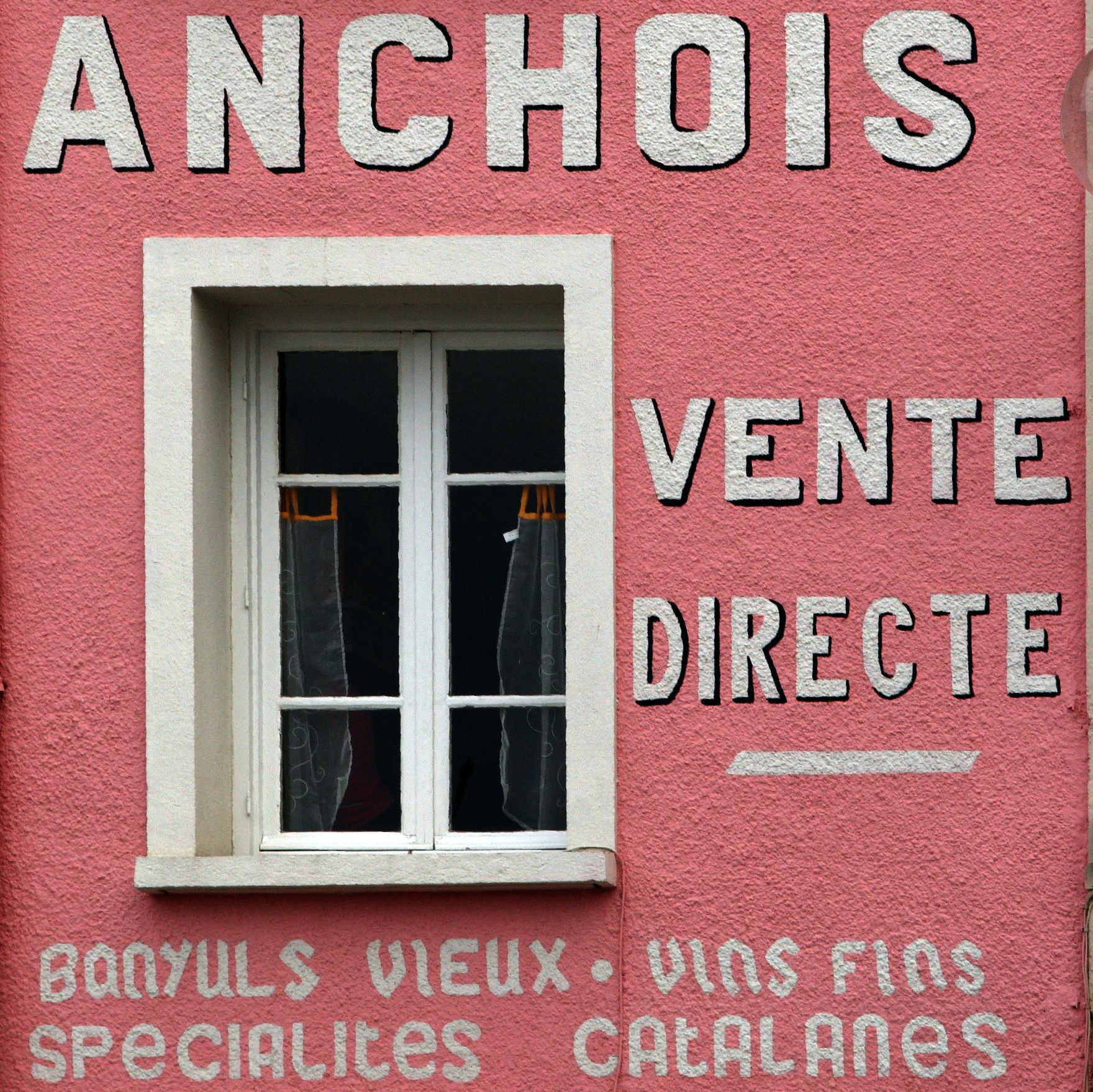
Publicité pour des anchois sur la façade d'une maison à Collioure, dans les Pyrénées-Orientales.

## Généralités

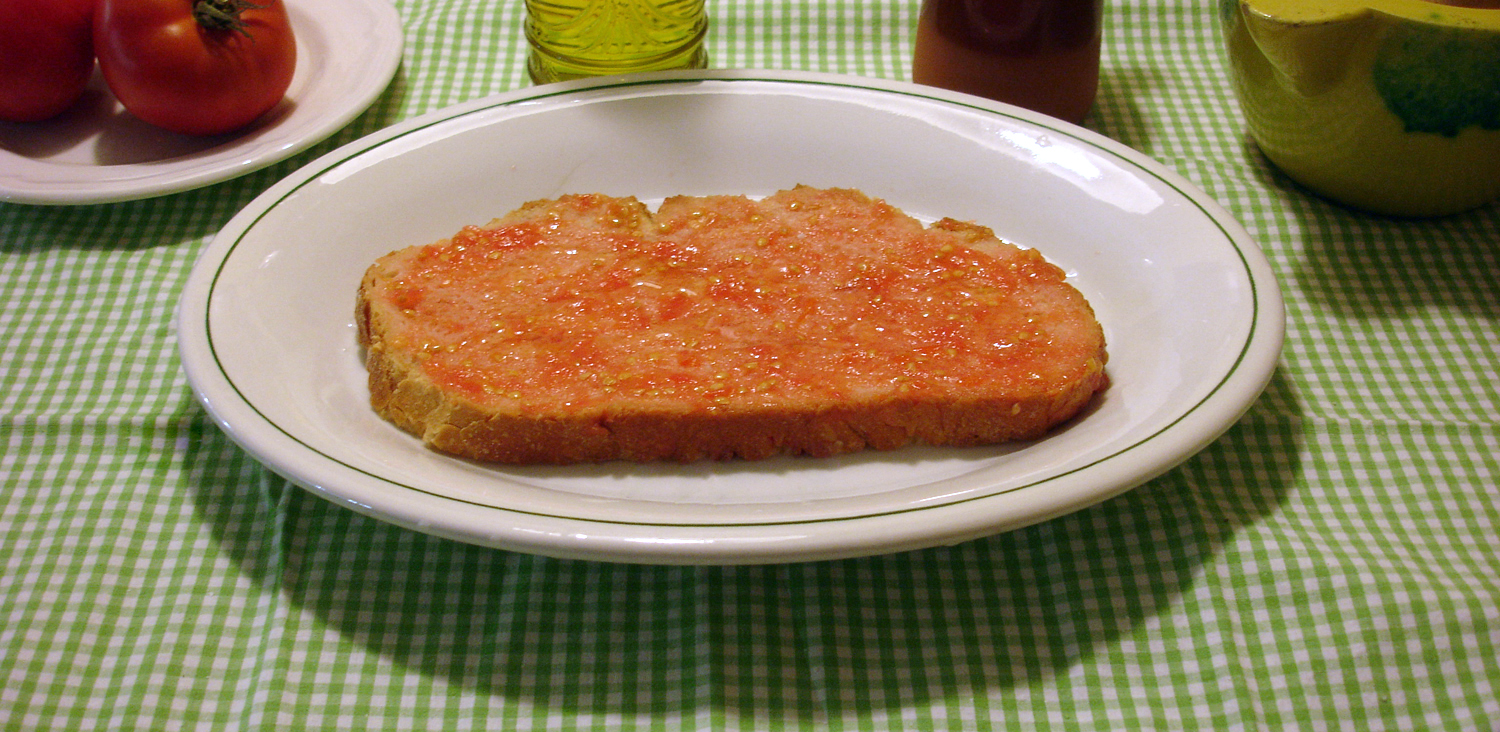
Pa amb tomàquet, pain à la tomate et à l'huile d'olive.

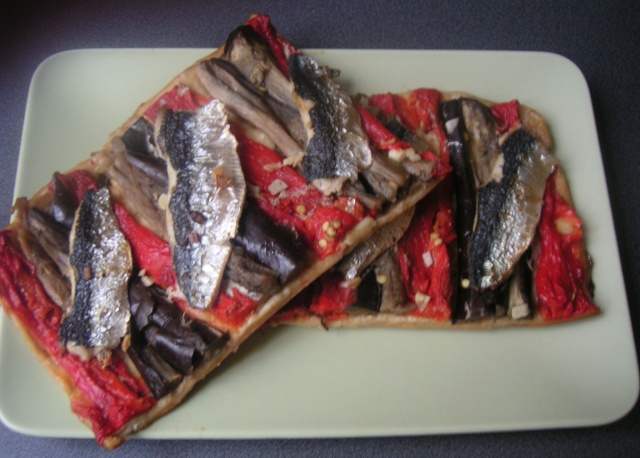
Coque salée à l’escalivada et sardines.

Les Catalans (dont les Roussillonnais) ont hérité des Romains leur goût pour les légumes secs, le vin et l'huile d'olive ; des Juifs et des Arabes, certaines techniques, notamment en pâtisserie, et des Espagnols, certains produits de l'Amérique : tomates, chocolat…

## Condiments et accompagnement
Les condiments utilisés traditionnellement dans la cuisine roussillonnaise sont l'ail, le safran, la cannelle en poudre, la nyora (petit poivron rouge), le persil, le thym, le romarin et aussi les fruits secs et évidemment le sel et le poivre.
Les plats sont cuisinés fréquemment en début avec un sofregit, à base d'oignons, de tomates et parfois de poivrons ou de l'ail, revenus très doucement à l'huile d'olive. Souvent, la cuisson des ragoûts, soupes, sauces et d'autres plats est finalisée avec une picada, une pâte à base de pain ou de biscuit sec et d'autres ingrédients, dont chocolat, ail, persil, safran, amandes ou noisettes.
L’escalivada est un accompagnement typique catalan à base de lanières d'aubergine et de poivron rouge, cuites au four et assaisonnées à l'huile d'olive. Le pa amb tomaquet ou pain à la tomate est également un accompagnement très populaire.
D'autres garnitures sont les salades (notamment à la tomate, coupées en dés et assaisonnées d'huile d'olive et de sel, parfois avec des olives), les légumes à la vapeur, les frites, dont les patatas bravas, les beignets de légumes, les champignons poêlés, les haricots blancs sautés, etc.
Les coques (singulier : coca) salées se mangent notamment en entrée.

## Huile d'olive
Les Catalans utilisent très rarement le beurre ou la crème. Ils préfèrent l'huile d'olive.

## Fromages et charcuteries

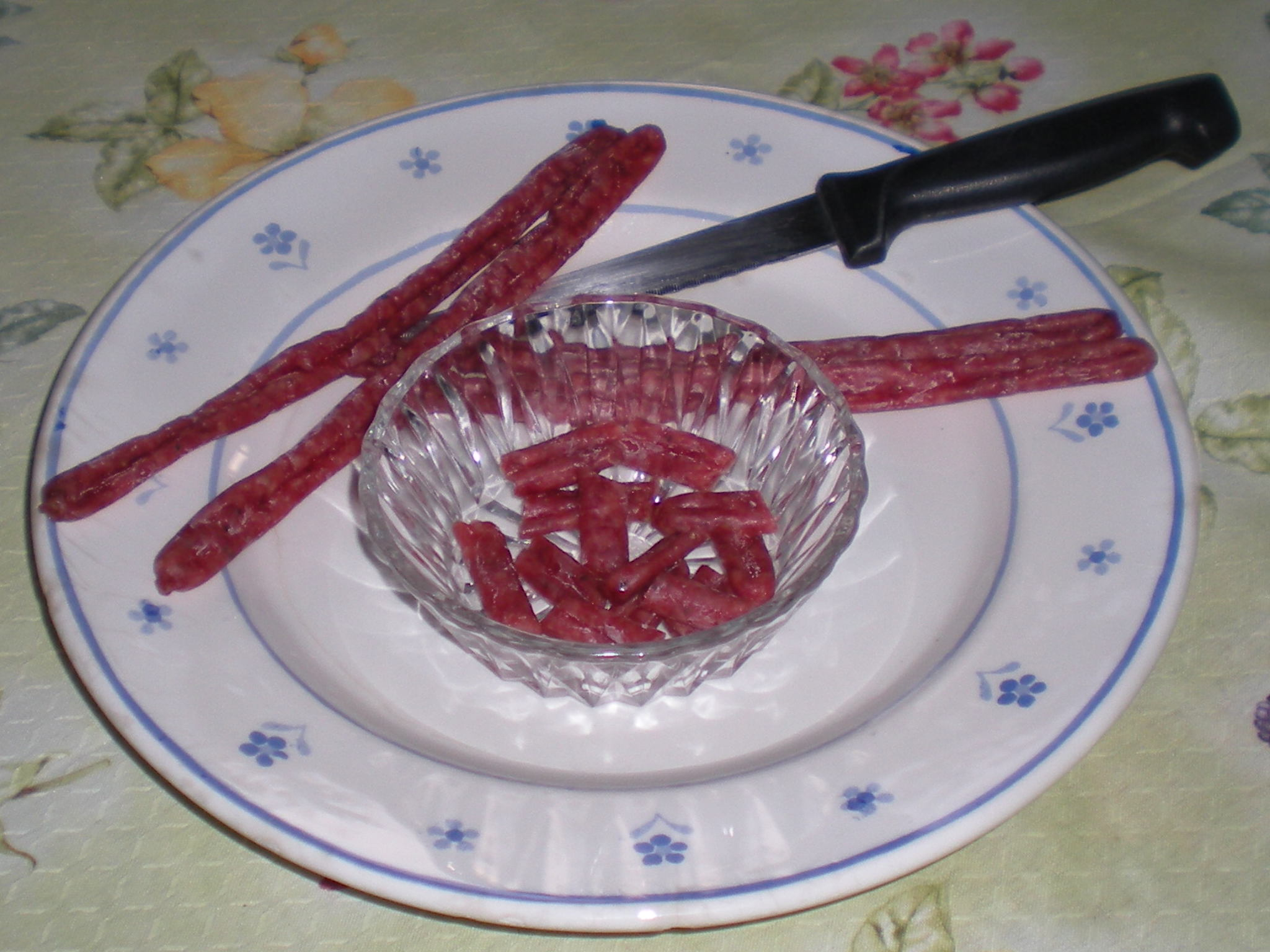
Mini fuet.

Les Catalans mangent le fromage et les charcuteries en tapas à l'apéritif, en sandwich ou sur du pain à la tomate (pa amb tomàquet).
La cuisine roussillonnaise comprend toutes sortes de charcuteries, saucisses et terrines très appréciées : boutifarre, fuet (fouet), pa de fetge (pain de foie), roustes ou ventrèche (lard maigre de poitrine de porc fumé)… Le chorizo est très consommé aussi, mais ce n'est pas vraiment une spécialité roussillonnaise ni même catalane, puisqu'il est présent dans toute la péninsule ibérique.
Le fromage catalan le plus connu est le mató.

## Sauces

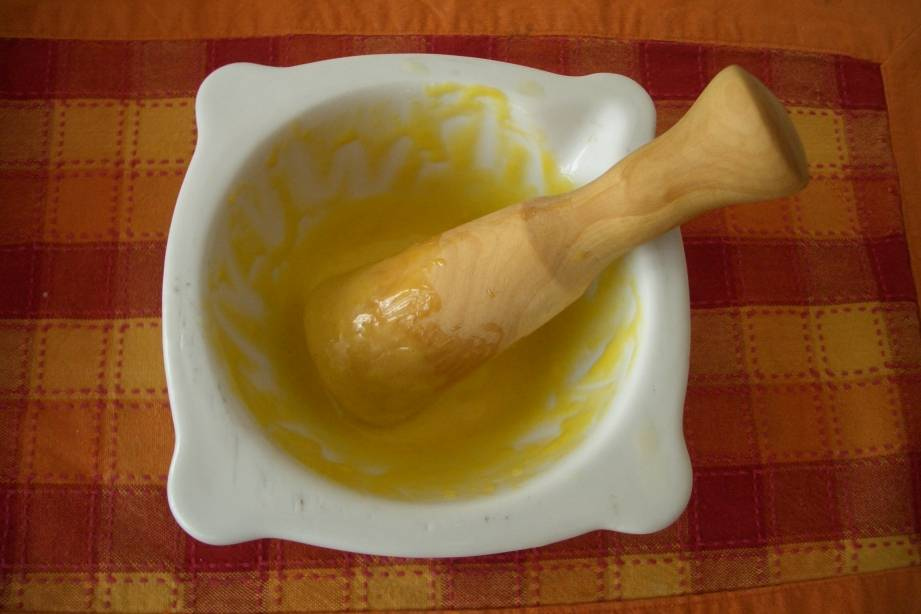
Aïoli.

Le sofregit, ou salsa de tomàquet, est une sauce chaude à base de tomates râpées et d'oignons revenus dans l'huile d'olive. C'est l'une des bases de la cuisine catalane et c'est plus qu'une simple sauce ; elle est utilisée pour les ragoûts, les plats à base de riz ou de pâtes, pour accompagner viandes, poissons ou légumes… 
On peut aussi citer les éléments suivants :
- Aïoli, à base d'huile d'olive et ail, qui accompagne le pain grillé, des viandes et certains poissons, comme la morue.
- Anxovada, à base d'anchois de Collioure, d'huile d'olive, de tomate, d'ail et de pignons de pin.
- Balandra, une sauce pour accompagner les poissons et les fruits de mer.
- Sauce salvitxada, à base de tomate, amandes, ail et autres ingrédients, à déguster avec les calçots.
- Sauce romesco, pour accompagner salade, grillades de viande ou poisson, et certains légumes.
- Sauce au vin muscat[3].

## Plats

### Omelette
L'omelette, plat populaire et bon marché, est très consommée dans les Pyrénées-Orientales. Par contre, la traditionnelle omelette de Pâques, agrémentée de lardons, de boutifarre, de saucisse sèche et de pointes d'asperges, est un plat de fête, synonyme de bonne chère après le carême et l'hiver.

### Poissons et fruits de mer

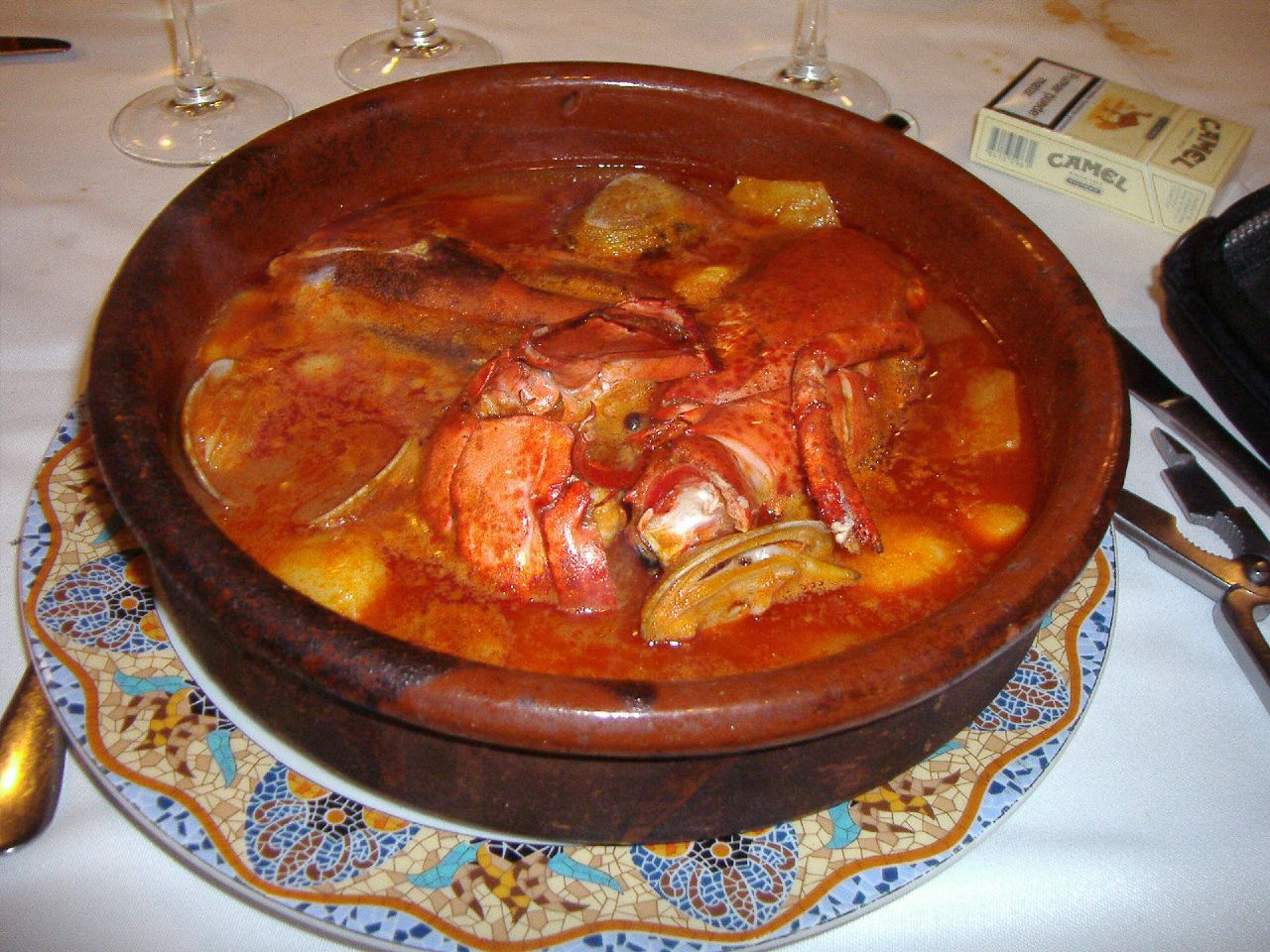
Suquet de peix.

En Roussillon, on mange régulièrement crustacés ou coquillages comme plats ou en complément. La morue est un produit de base de la cuisine catalane, en étant historiquement le seul poisson qui était consommé dans tous les pays catalans ainsi que chez les pauvres. On la consomme sous diverses façons : bacalao (en catalan, bacallà), beignets de morue (bunyols de bacallà) ou encore la brandade de morue, qui est un plat typique de la Catalogne et du Golfe du Lion. Le xató, également, est une salade à base de morue, scarole, olives et sauce romesco.
Citons également :
- L'anchois de Collioure.
- Le suquet de peix (appelée aussi bullinada, en Roussillon), qui est le plat du pêcheur catalan. Il faut noter qu'à l'origine, comme la bouillabaisse dont elle se rapproche, la bullinada était un plat de pauvre, à base de pommes de terre et de poissons (le pêcheur utilisait le poisson invendable parce que trop petit ou abimé), c'était un plat de tous les jours… Avec le temps, les Roussillonnais ont quelque peu modifié la (ou les) recette(s) en y incorporant notamment de la lotte et c'est donc devenu un repas festif, un peu comme la sarsuela chez les Catalans du sud (les Barcelonais et les Valenciens)…
- Le civet de langouste (au vin de Banyuls) : on utilise les langoustines ou les langoustes ; il existe une variante qui utilise des gambas.
- L’esqueixada de bacallà est une salade à base de morue.

### Viandes et plats à base de viande

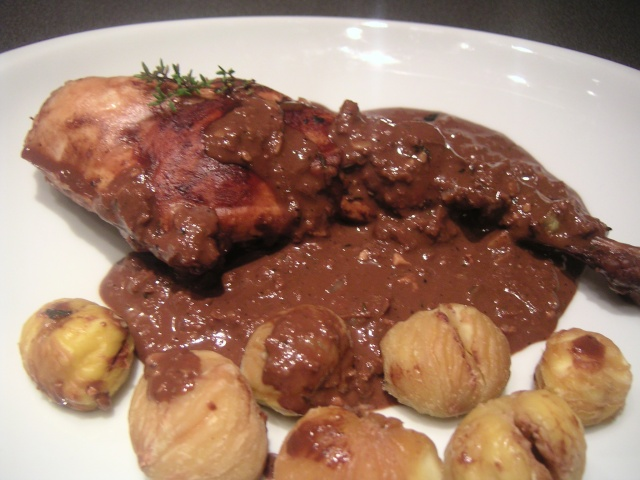
Lapin au chocolat (la sauce n'est pas sucrée).

Le trinxat est à base de chou.

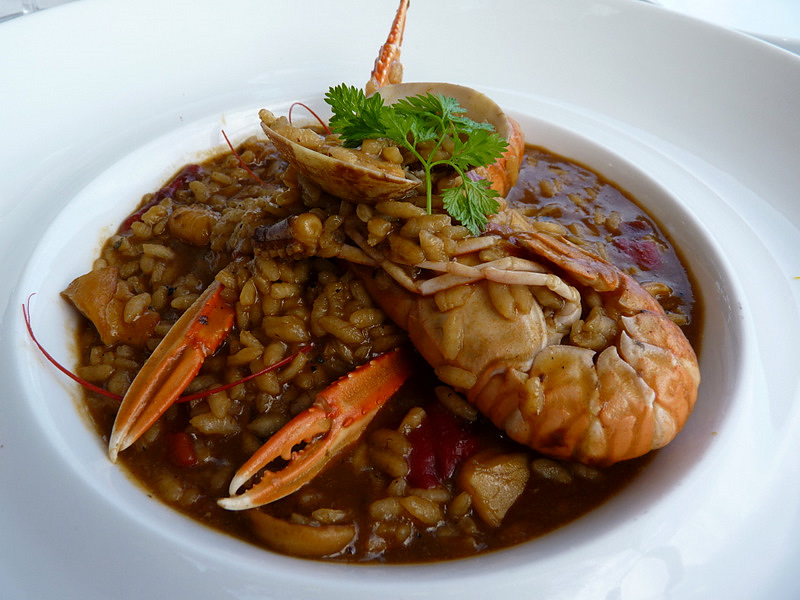
Exemple d’arròs, ou plat à base de riz à la catalane.

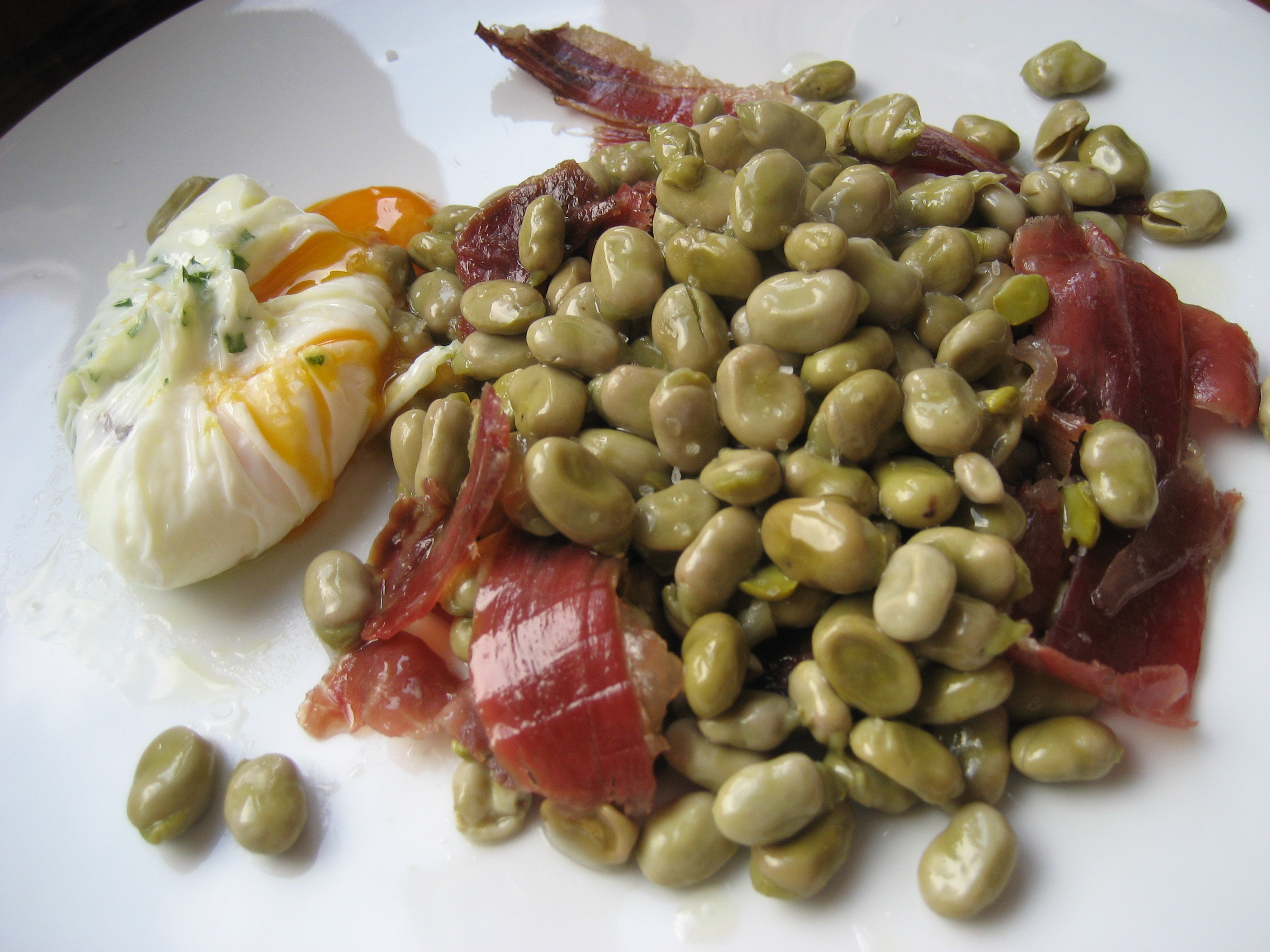
Les fèves à la catalane sont aromatisées à la menthe et d'autres fines herbes.

Le porc, le lapin et les volailles sont les viandes consommées habituellement. La viande de bœuf est également utilisée dans les plats, mais plus rarement.
Citons les plats suivants :
- Les boles de picolat, boules de farce à base de viande hachée, de mie, d'œuf, de cèpes, d'ail, de persil et de poivre[5].
- L'estouffat catalan, version locale de la daube de bœuf.
- Le fricot en sauce blanche (au boudin noir), qui se rapproche du ragoût.
- Le lapin au chocolat (conill amb xocolata)[6].
- L'ouillade (ollada), variante du pot-au-feu[7].
- Le poulet aux gambas.
- Le trinchat de la Cerdagne (ou trinxat de la Cerdanya)[8].

### Féculents
Le féculent principalement utilisé est le riz rond. Les pâtes sont également consommées. Elles sont parfois mélangées aux soupes (escudelles) ou utilisées en substitution du riz dans beaucoup de recettes.
Citons les plats suivants :
- le riz à la catalane, arrossos, ou arrossos i paelles, est la façon particulière de cuisiner le riz au Roussillon et aux Pays catalans en général. On utilise toujours du riz rond, que l'on cuisine dans une poêle ou une cassole en terre (cassola, en catalan, tian, en occitan) avec la juste quantité d'eau, sans égoutter ni arrêter la cuisson, à la manière d'un risotto. D'habitude, ces plats sont accompagnés d'un sofregit, avec ou sans tomate, et d'une picada, qui très souvent contient du safran.
- la fideuà marinière : on utilise les mêmes ingrédients que la paella marinière, mais le riz rond est remplacé par des pâtes du type vermicelle.
- les pâtes à la cassole (fideus a la cassola) sont des vermicelles cuisinés en cassole, d'une manière similaire au riz à la catalane.

Ce sont des plats assez goûteux. Il y a des recettes à base de produits de la mer, d'autres avec des côtes de porc, etc.
On cuisine également une grande variété de légumes secs, comme les petits pois, les haricots blancs, les fèves, les lentilles et les pois chiches, très souvent sous forme de ragoût et dans des recettes pas très différentes du cassoulet occitan, la fabada asturiana ou même la feijoada. Parfois, on peut mélanger certains d'entre eux en une même recette ou remplacer l'une par l'autre : c'est assez typique, par exemple, avec les haricots blancs et les pois chiches. Ils sont présents également dans des escudelles. Parfois, on mélange certains de ces légumes, notamment les lentilles, avec du riz rond ou des pommes de terre. Les haricots blancs sont mangés sautés à la poêle avec quelques lardons, comme accompagnement. Les fèves sont très typiques à l'étouffée ( faves ofegades ou à la catalane), aromatisées à la menthe et à l'anis.

### Légumes
La cuisine roussillonnaise utilise beaucoup de légumes secs et frais. Les légumes secs utilisés sont notamment pois chiches, lentilles, haricots blancs, fèves et petits pois.
Les légumes verts frais et cuits, appelés verdura (« verdure »), tels les épinards, blettes, haricots verts, petits pois, poireaux, brocoli et chou-fleur, se mangent très souvent tout simplement bouillis ou à la vapeur, avec des pommes de terre et parfois un peu de carottes ou des oignons, assaisonnés avec d'huile d'olive et de sel, comme entrée. Ils se mangent parfois moulinés en soupe. Ils sont souvent également intégrés dans des plats de féculents, ainsi que les artichauts, les asperges vertes et d'autres légumes de saison. Une spécialité particulière sont les calçots, qui se mangent grillés.
La cuisine roussillonnaise inclut des champignons, qui souvent sont cuisinés à la poêle ou parfois au four. Ils se mangent intégrés dans des recettes ou comme accompagnement de viandes et volailles. Les légumes de potager, comme les tomates, poivrons, concombres, courgettes et aubergines sont aussi très courants. On les cuisine en salades, en friture, farcis de viande ou poisson, au four, grillées, en coques salées ou en omelette.
Les fruits frais font partie de plusieurs recettes sucrées-salées et sont toujours présents au dessert. Les fruits secs, notamment les amandes, noisettes, noix, raisins secs, abricots secs et pignons de pin, ne sont pas rares dans les coques sucrées et salées, ou dans les plats de légumes verts — notamment les épinards — ainsi que dans les plats de poisson, viande ou volaille. Les fruits secs (amandes, pignons…) entrent aussi dans la composition des picades.

### Escargots

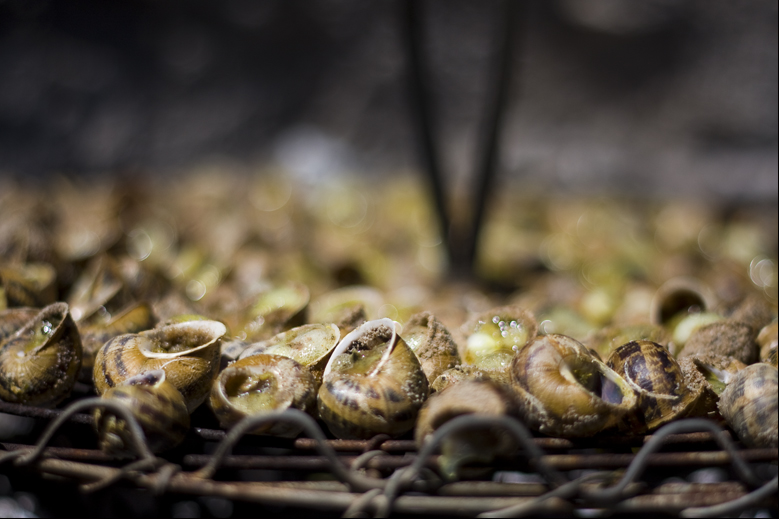
Cargolade.

En Roussillon, on consomme volontiers les escargots. et de diverses façons. La cargolade, plat typiquement catalan traditionnellement cuisiné à Pâques, est un plat festif et convivial qui permet de se retrouver en plein air, en famille ou entre amis. L'escargot consommé est bien sûr, le petit-gris. On utilise pour le feu, les sarments de vigne.
Citons aussi la recette des escargots à la catalane, une autre façon de consommer le petit-gris.

## Desserts

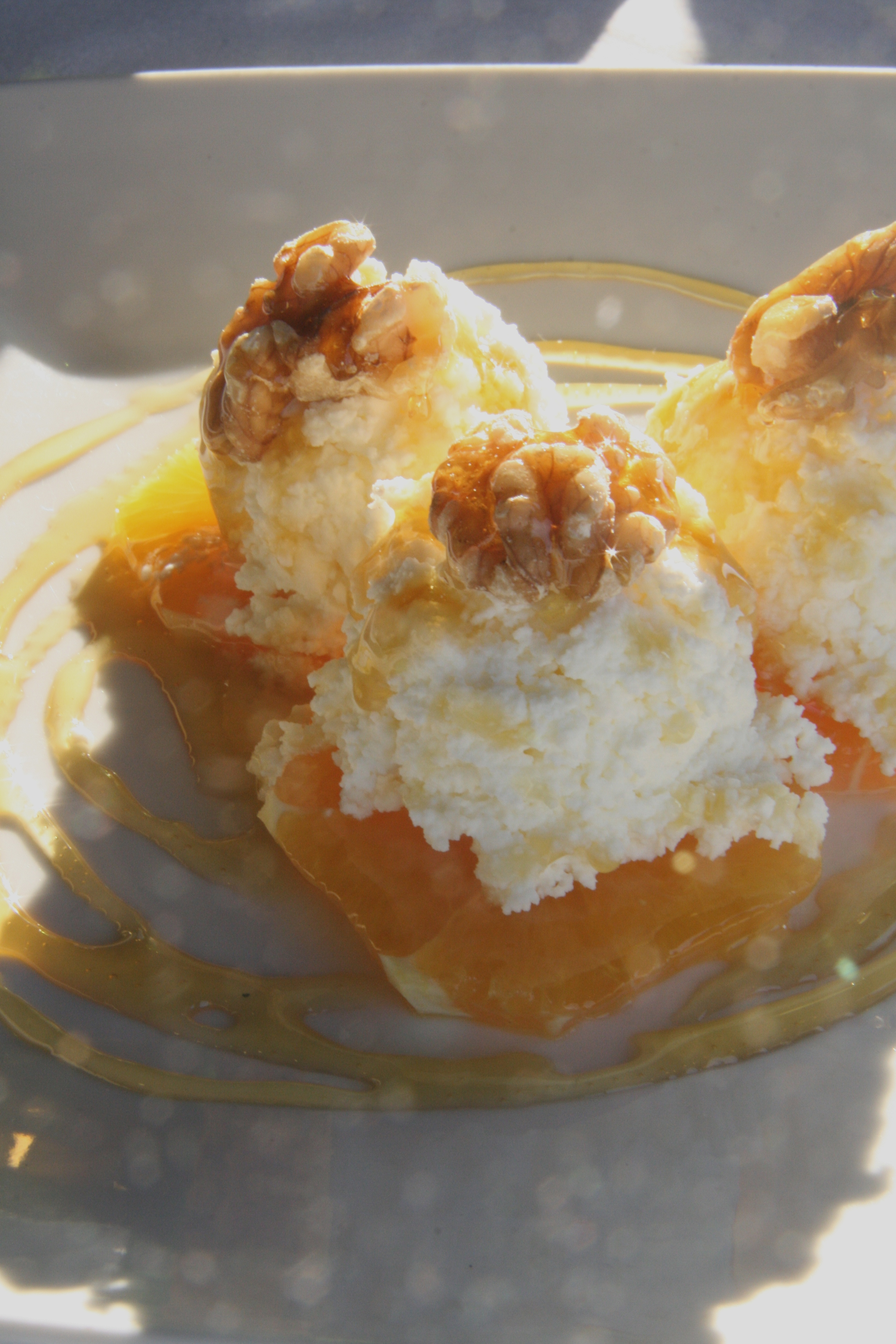
Mel i mató.

Les desserts traditionnels habituels, hormis les fruits (notamment abricot, pêche et raisin), sont la brousse ou mató au miel (mel i mató) et les pâtes de coing. On peut accompagner ces desserts d'un petit verre de muscat.
Il faut citer aussi le bras de gitan, une longue génoise roulée (d'où son nom) fourrée d'une délicate crème catalane.
Quand on reçoit des invités, on sort les rousquilles (spécialité du Vallespir) ou les croquants de Saint-Paul (spécialité des Fenouillèdes) qui accompagnent le café ou encore les neules, pour accompagner et tremper dans le cava.
Citons aussi la crème catalane, brûlée ou pas, qui peut être utilisée telle quelle ou pour farcir fruits, gâteaux et pâtisseries.
Certaines pâtisseries sont associées aux fêtes du calendrier ; le touron de Perpignan pour Noël, le tortell de reis (gâteau des rois), les bunyetes (ou bougnettes), pour le carnaval ou pour la fin du carême, la coque de la Saint Jean et d'autres coques.

## Vins et autres boissons

### Vins doux naturels (VDN)

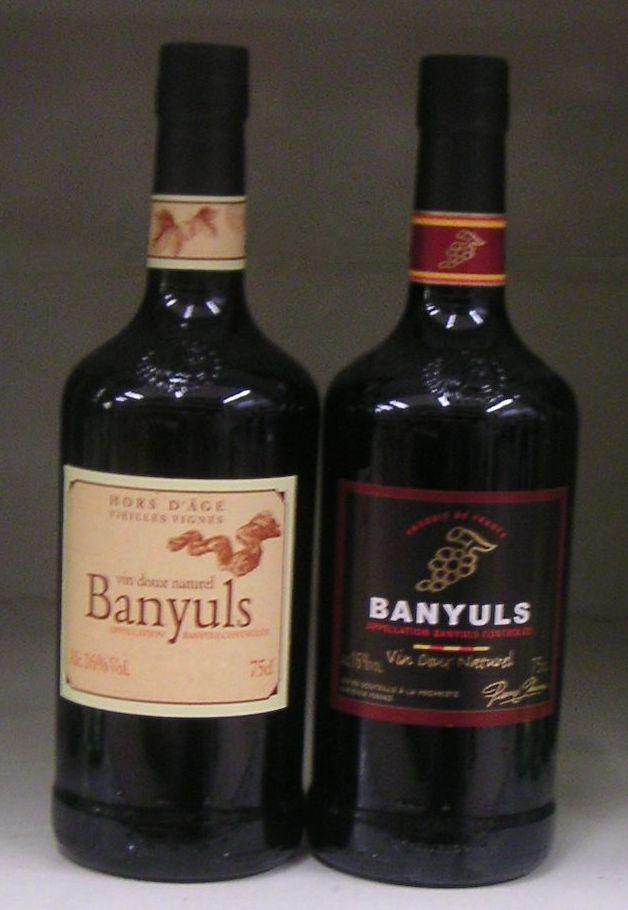
Banyuls.

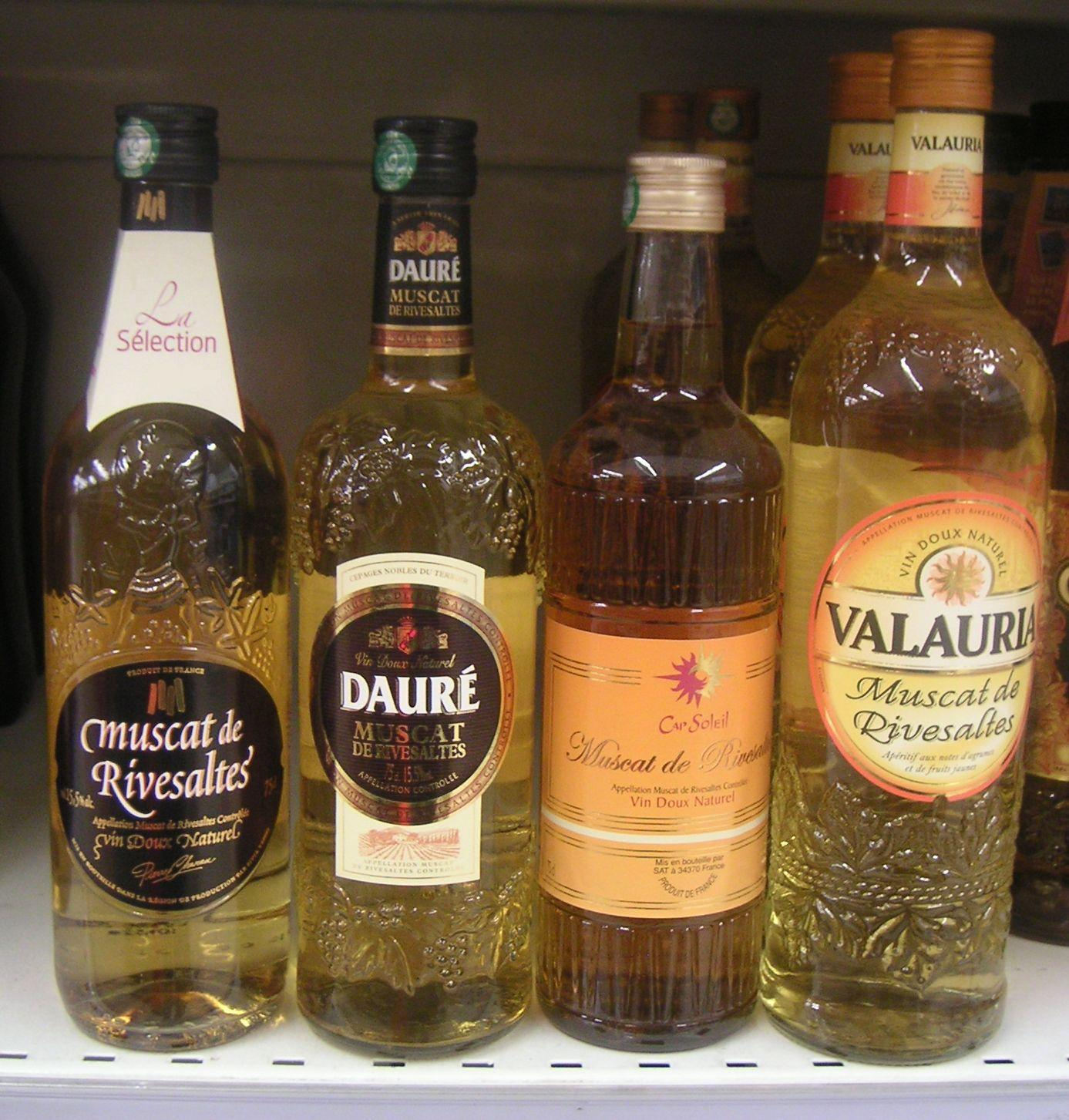
Muscat de Rivesaltes.

- Banyuls (VDN) et Banyuls Grand Cru (VDN). Le banyuls est un vin d'appellation d'origine contrôlée produit autour de la ville de Banyuls-sur-Mer. C'est un vin doux naturel issu de vieilles vignes cultivées en terrasses sur les coteaux pentus des Pyrénées qui surplombent la Méditerranée.

Il y a deux AOC en vin doux naturel : Banyuls et Banyuls Grand Cru.
- Maury (VDN). Le maury est un vin d'appellation d'origine contrôlée, produit autour de Maury, au nord-ouest des Pyrénées-Orientales.

- Muscat de Rivesaltes (VDN). Le muscat de Rivesaltes est un vin doux naturel d'appellation d'origine contrôlée produit dans 89 communes de Pyrénées-Orientales et 9 de l'Aude. Pour l'élaboration de ce vin doux naturel, deux cépages muscat sont admis : le muscat blanc à petits grains B et le muscat d'Alexandrie B.

- Rivesaltes (VDN). Ces vins sont élaborés avec cinq cépages principaux : grenache blanc B, grenache gris G, grenache N, macabeu B, tourbat B, dénommé localement malvoisie du Roussillon, et deux cépages accessoires : Muscat blanc à petits grains et Muscat d'Alexandrie, dénommé localement muscat romain[15].

### Vins secs (en AOC/AOP)
- Collioure (AOC)

- Côtes-du-roussillon (AOC)

- Côtes-du-roussillon villages (AOC)

Avec Lesquerde, Latour-de-France et Tautavel, Caramany est l'un des quatre seuls villages de l'appellation Côtes-du-roussillon villages à pouvoir accoler son nom à la production.

### Vins de pays (VDP/IGP)
- En Roussillon, on ne produit pas que des AOC, il y a aussi une belle production de vins de pays (VDP). Les appellations des IGP (Indication géographique protégée, le label européen) du Roussillon sont l'IGP des Côtes Catalanes (blanc, rosé, rouge) et l'IGP de la Côte Vermeille (blanc, rosé, rouge) sans oublier les IGP d’Oc (blanc, rosé, rouge).

### Production limitrophe de vins
- Un cas particulier : il faut citer la blanquette de Limoux (mousseux produit dans l'Aude et adopté par les Roussillonnais). Notons aussi que le cava, mousseux espagnol, produit en Catalogne du Sud est également souvent présent sur les tables.

### Autres boissons

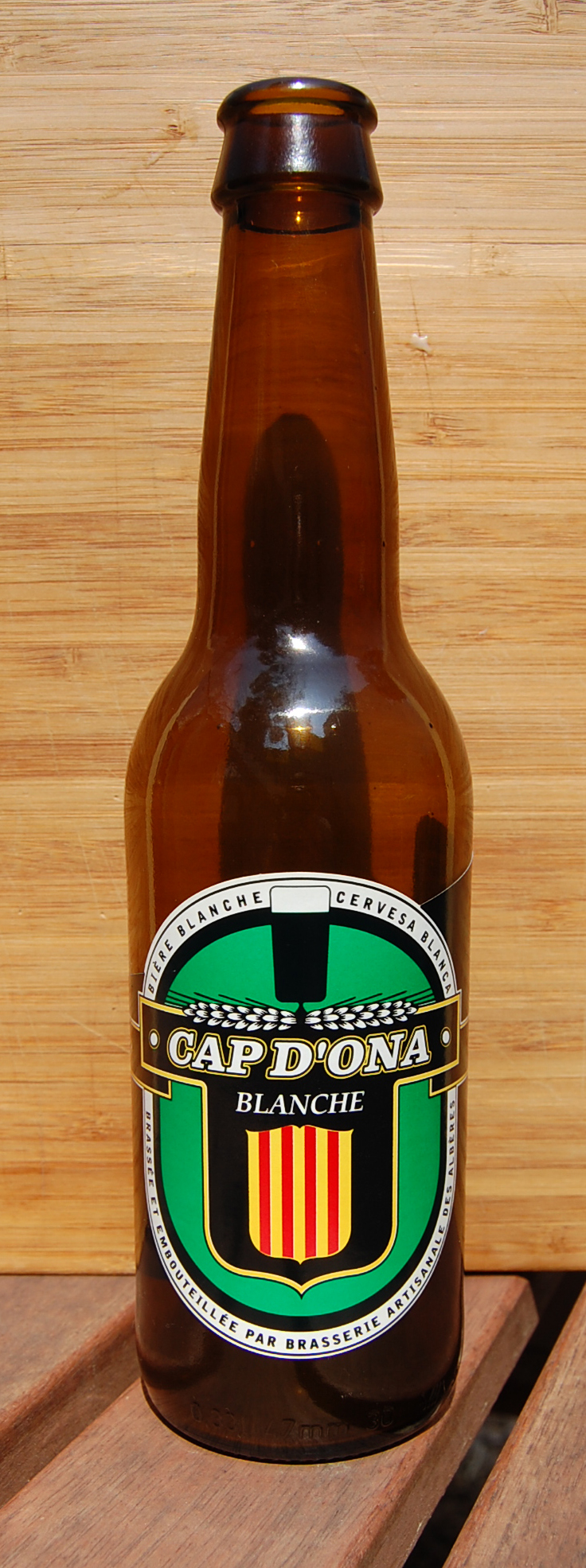
Bière Cap d'Ona.

- Le Byrrh est un vin d'apéritif français aromatisé au quinquina, créé en 1866 à Thuir (P.-O.). En 1977, l'entreprise familiale est rachetée par la société Cusenier mais reste basée à Thuir.

- La Cap d'Ona est une bière ambrée artisanale produite par la Brasserie des Albères, à Argelès (P.-O.).
- La limonette est une limonade produite localement par la brasserie Milles de Toulouges (P.-O.).
- Sémillante (eau de source pétillante). Puisée à Canohès et commercialisée par la brasserie Milles de Toulouges (P.-O.).